# Abbaye de Grevenbroich
L'abbaye de Grevenbroich est une ancienne abbaye guillemite puis cistercienne située à Grevenbroich, dans le Land de Rhénanie-du-Nord-Westphalie, dans le diocèse d'Aix-la-Chapelle.

## Histoire
Le monastère est fondé en 1297 grâce à Walram, comte de  Kessel. Lui et son épouse Katharina appellent les moines de Paradis (de) et leur donnent un corps de ferme avec une chapelle consacrée à Dieu, Saint Georges et Sainte Catherine. En 1299, l'archevêque Wigbold confirme la donation et consacre la chapelle.
Durant les siècles suivantes, l'abbaye devient de plus en plus importante. Les comtes de Jülich, qui ont succédé à ceux de Kessel, multiplient les dons. En 1329, une nouvelle chapelle est bâtie, un autel est consacré à Jean l'évangéliste.
En 1574, le duc Guillaume met en demeure le prieuré, l'église, le réfectoire et le dortoir pour prévenir le délabrement et la reconstruction. Il confie ensuite les bâtiments à l'abbaye de Königshoven.
Mais les difficultés financières s'accroissent et en 1628, l'abbaye s'affilie à l'Ordre cistercien, à l'abbaye de Kamp. En 1728, l'église de style gothique tardif à deux nefs est rénovée, elles reçoivent une décoration baroque.
En 1802, le monastère est fermé et transformé en filature de coton. En 1823, le diocèse rachète l'église. Mais elle est si délabrée qu'elle n'est pas rouverte immédiatement.
En raison d'une plus grande population, un nouveau bâtiment est construit entre 1899 et 1902 par le maître d'œuvre Franz Statz. L'église néogothique reprend l'ancien chœur, tandis que le reste est détruit.